# Fuhsekanal (Celle)
Der Fuhsekanal (auch Aller-Fuhse-Kanal) ist ein 12,2 Kilometer langer Kanal, der 1766–1769 erbaut wurde und Hochwasseranteile der Fuhse südwestlich um die Stadt Celle herum zur Aller leitet. Der Fuhsekanal ist zugleich der Unterlauf der Burgdorfer Aue, die bis zum Bau des Fuhsekanals an der heutigen Abzweigungsstelle in die Fuhse mündete.

## Geographie

### Verlauf
Der Kanal beginnt nördlich von Nienhagen, unmittelbar dort, wo die heute nur wenig Wasser führende Alte Aue vor dem Bau des Kanals in die Fuhse mündete, nun aber in den Fuhsekanal geleitet wird. Nach 2,5 Kilometern unterquert der in nordwestlicher Richtung verlaufende Kanal zwischen Adelheidsdorf und Celle die Kreisstraße 84. Kurz danach nimmt er östlich der Bahnstrecke Lehrte–Celle die Neue Aue, den eigentlichen Hauptstrang der Burgdorfer Aue, auf. Weiter nordöstlich durchquert der Kanal zwischen Celle-Neustadt und Celle-Wietzenbruch den Fliegerhorst Celle. Hier mündet von links der Adamsgraben, der wenige Jahre nach Fertigstellung des Fuhsekanals von Celler Bürgern zur Entwässerung des östlichen Wietzenbruchs angelegt worden ist. Den Fuhsekanal überqueren östlich von Hambühren die B 214 und danach eine Gemeindestraße über die vermutlich älteste Rundbogenbrücke im Landkreis Celle, erbaut im Jahre 1795. Etwa 700 Meter weiter nördlich mündet der Fuhsekanal in die Aller.

### Nebenflüsse
Die Gewässerkennzahl zu Beginn des Kanals ist 48548, ab dem Zufluss der Neuen Aue erhält er die GKZ 4854. Damit ist der Oberlauf ein Zufluss zur Neuen Aue.
- Alte Aue (GKZ 48542)
- Müggenburger Kanal (ohne GKZ)
- Neue Aue (GKZ 48544)
- Adamsgraben (GKZ 485492)

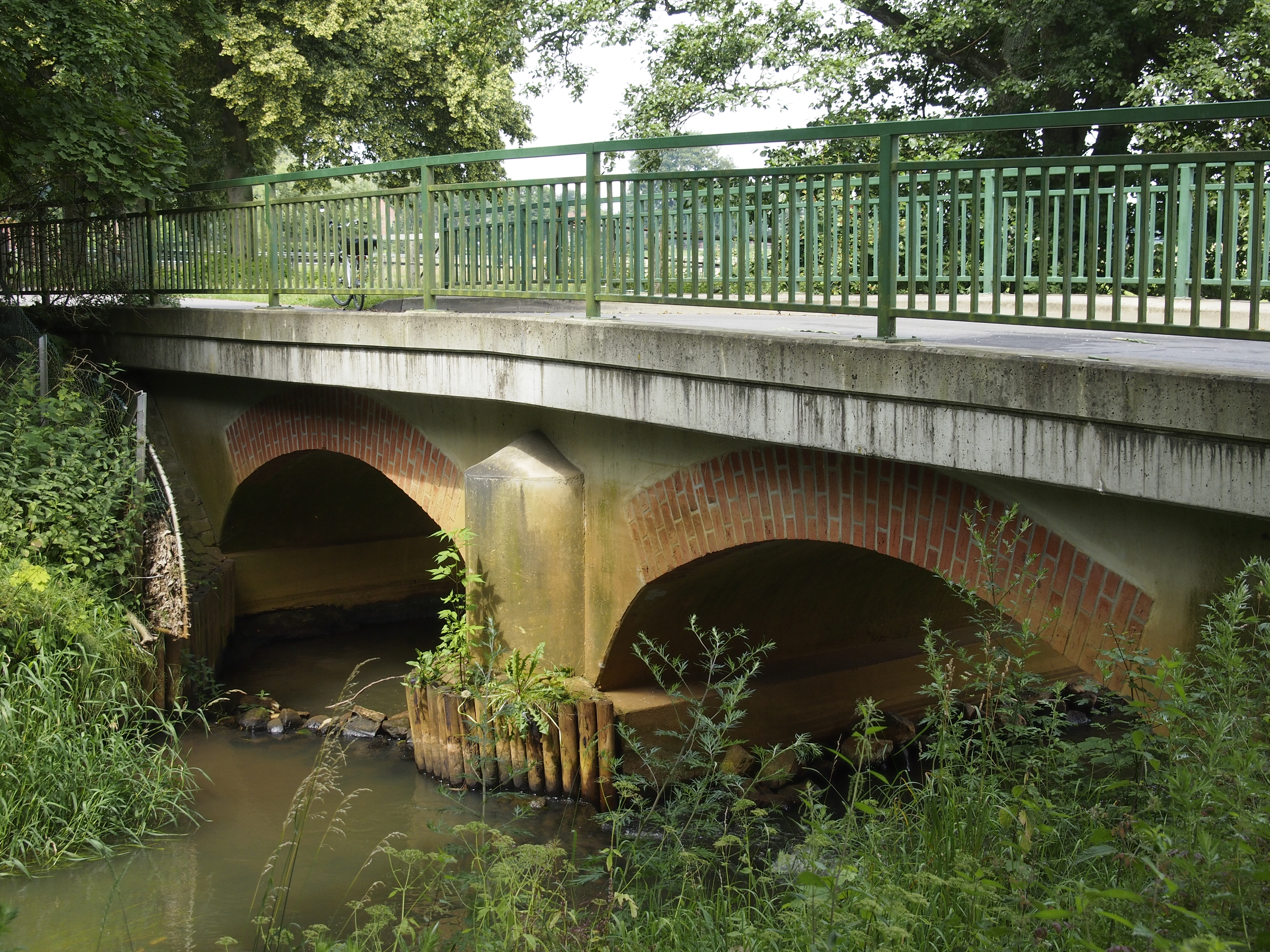
Rundbogenbrücke von 1795 über den Fuhsekanal bei Hambühren

## Zustand
Mit dem Bau des Fuhsekanals wurde der Grundwasserspiegel im Südwesten der Stadt Celle um gut einen Meter abgesenkt. Das Wasser der Burgdorfer Aue und damit des Kanals ist relativ stark mit Salzen belastet. Der Fuhsekanal ist im gesamten Verlauf kritisch belastet (Güteklasse II-III).